# GBS Berolina-Wagen
Als Berolina-Wagen wird eine Serie von insgesamt über 900 zweiachsigen Straßenbahntriebwagen bezeichnet, die zwischen 1898 und 1903 von der Großen Berliner Straßenbahn (GBS) und ihren Tochtergesellschaften beschafft wurden. Die Bezeichnung ist auf die verwendeten Fahrgestelle der Typen Alt-Berolina und Neu-Berolina zurückzuführen. Wagen mit den gleichen Fahrgestellen aber teilweise anderen Aufbauten verkehrten auch bei anderen Berliner Straßenbahnbetrieben sowie unter anderem in Dresden und Breslau (Wrocław).

## Entwicklung

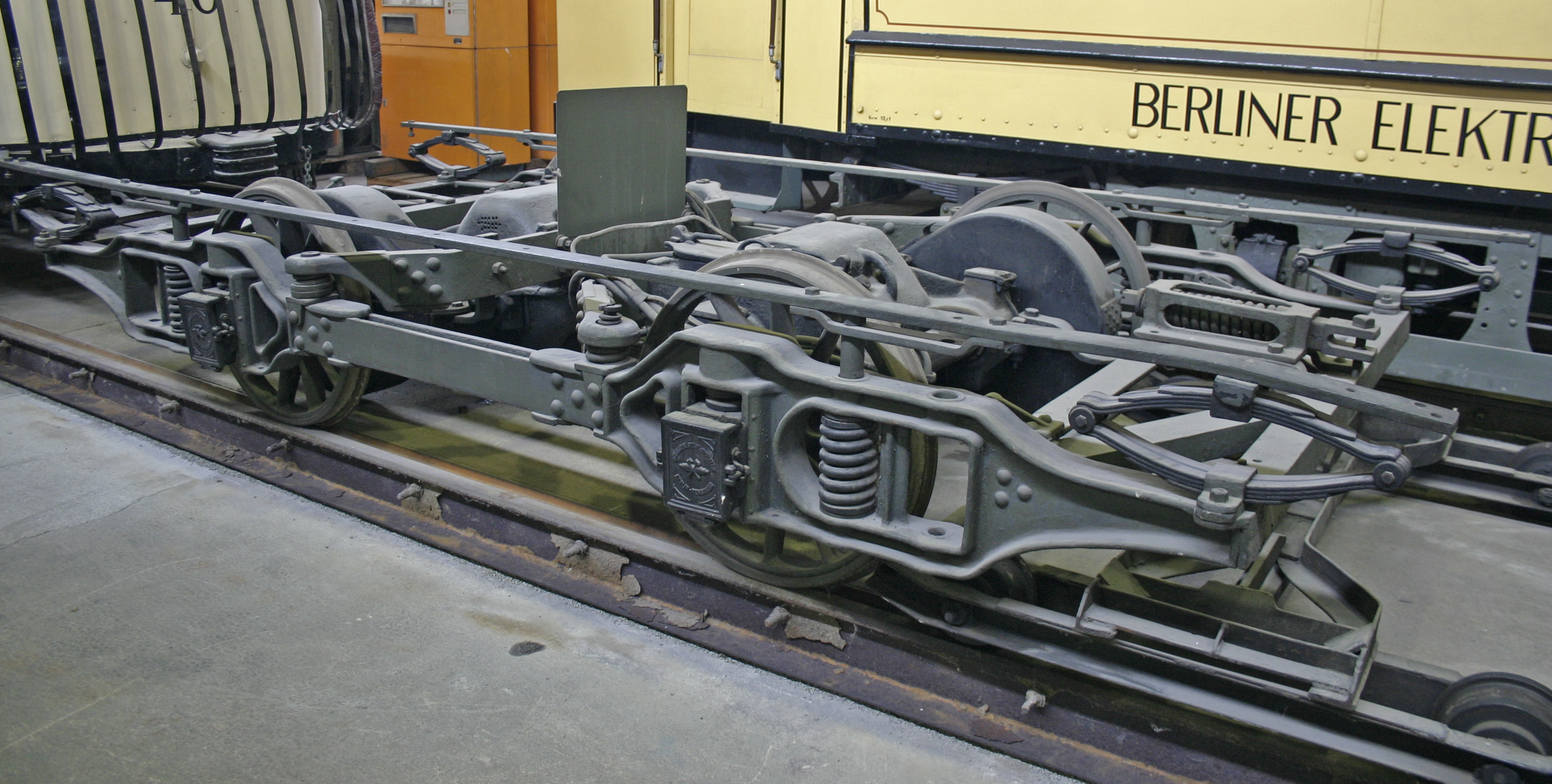
Fahrgestell Bauart Alt-Berolina, 2018

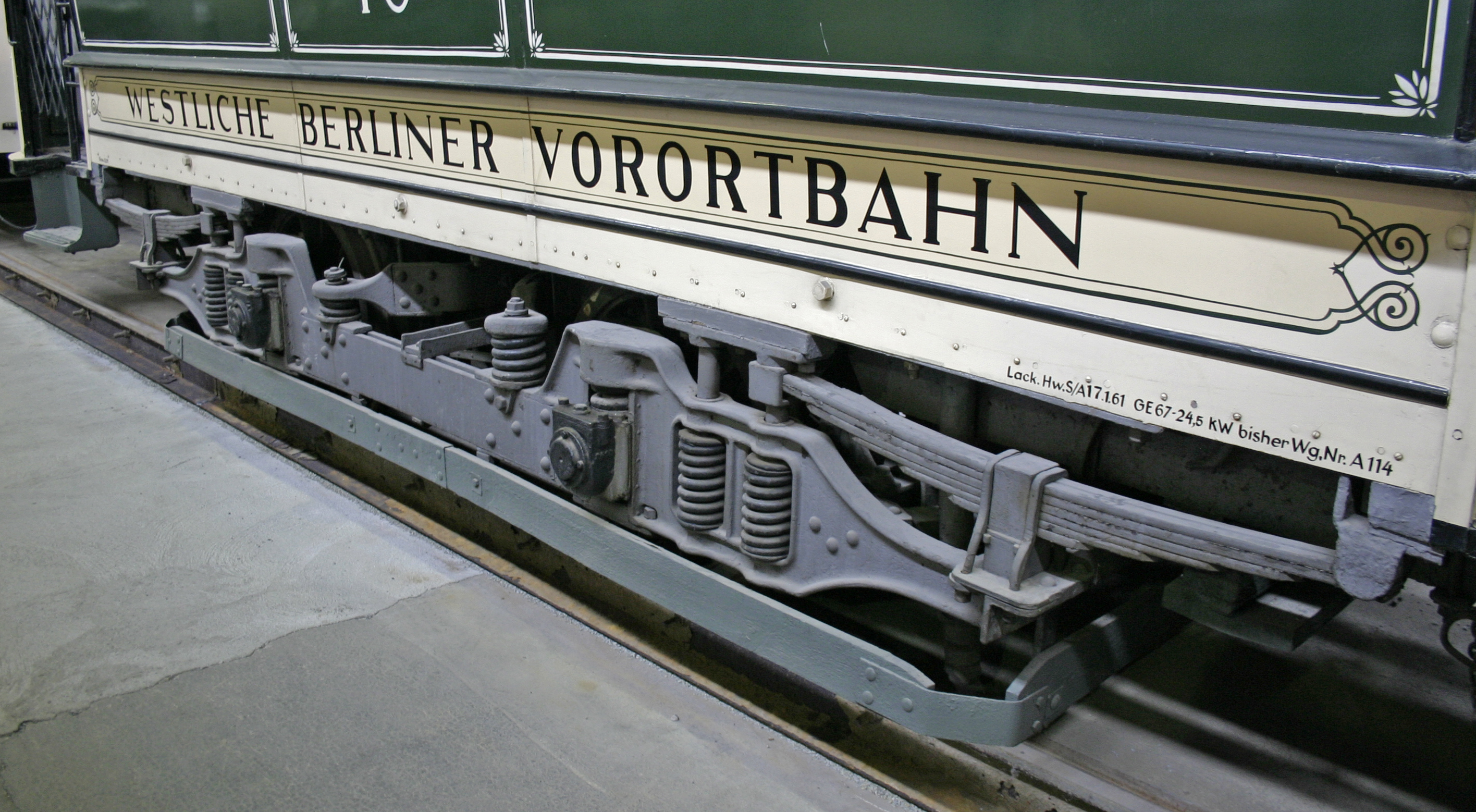
Fahrgestell Bauart Neu-Berolina, 2018

Ab 1896 begann die Große Berliner Pferde-Eisenbahn, die ab 1898 als Große Berliner Straßenbahn firmierte, anlässlich der Berliner Gewerbeausstellung mit der Elektrifizierung ihres Streckennetzes. Neben den vierachsigen Triebwagen des Typs Brandenburg für den Mischbetrieb mit Oberleitung und Akkumulatoren beschaffte die GBS ab 1898 die zweiachsigen Triebwagen des Typs Berolina in größerer Stückzahl.
Der ersten Serie von 136 Triebwagen folgten ab 1899 weitere Lieferserien mit leicht veränderten Fahrgestellen. Zur Unterscheidung wurden diese als Neu-Berolina bezeichnet, die älteren folgerichtig als Alt-Berolina. Im Wagenaufbau können hingegen bis zu 15 verschiedene Bauarten ausgemacht werden, deren Unterschiede unter anderem in der Breite der Leitern zum Wagendach, dem Vorhandensein einer Rammbohle an den Wagenenden oder der Wagenkastenhöhe liegen. Allen gemeinsam ist die Fensteraufteilung lang-kurz-lang und die 20 Längssitze im Innern. 101 Wagen waren mit Druckluftbremsen ausgestattet, die übrigen erhielten eine elektrische Bremse. Bis 1903 wurden insgesamt über 840 Triebwagen an die GBS geliefert.
Ab 1917 dienten verschiedene Wagen der Postbeförderung seitens der Berliner Poststraßenbahn. Hierfür wurden Wagen mit Druckluftbremse verwendet, gegebenenfalls wurde diese nachgerüstet, da hier Güter-Beiwagen zu befördern waren. Die Seitenfenster wurden zunächst durch Schilder geschützt und später durch Blechtafeln ersetzt. Der Anstrich wurde vorübergehend beibehalten und ab 1922 zunächst in Grau, ab 1925 in Grau mit gelben Verzierungen abgeändert. Ein Teil der Wagen ging nach Aufgabe des Poststraßenbahnverkehrs 1935 in den Arbeitswagenbestand über, die übrigen Wagen wurden ausgemustert.
Zu Beginn der 1920er Jahre erhielten 200 Wagen einen umfangreichen Umbau, bei dem die Fahrgestelle ausgetauscht und die Plattformen vergrößert wurden; später wurden die Fahrmotoren durch stärkere Modelle ersetzt. Diese als Bauart U3l weitergeführten Umbauwagen waren noch bis 1934 im Einsatz. Die übrigen Berolina-Wagen wurden zwischen 1924 und 1930 aus dem Personenverkehr abgezogen, der Großteil diente danach weiter als Arbeits-, Post- oder Hilfsgerätewagen bis teilweise in die 1970er Jahre. Ein Triebwagen wurde 1987 als historisches Fahrzeug aus dem Hilfsgerätewagen H26II (ex BSt 3642, ex GBS 2082) umgebaut und erhielt seine historische Wagennummer wieder. Der Triebwagen wird gegenwärtig vom Denkmalpflege-Verein Nahverkehr Berlin ausstellungsfähig vorgehalten. Ebenfalls erhalten sind der Triebwagen 40 der Westlichen Berliner Vorortbahn, der in der Monumentenhalle des Deutschen Technikmuseums steht, sowie zwei Umbauwagen.

## Fahrzeugübersicht

Ein Berolina-Triebwagen auf der Leipziger Straße kreuzt die Friedrichstraße, um 1900

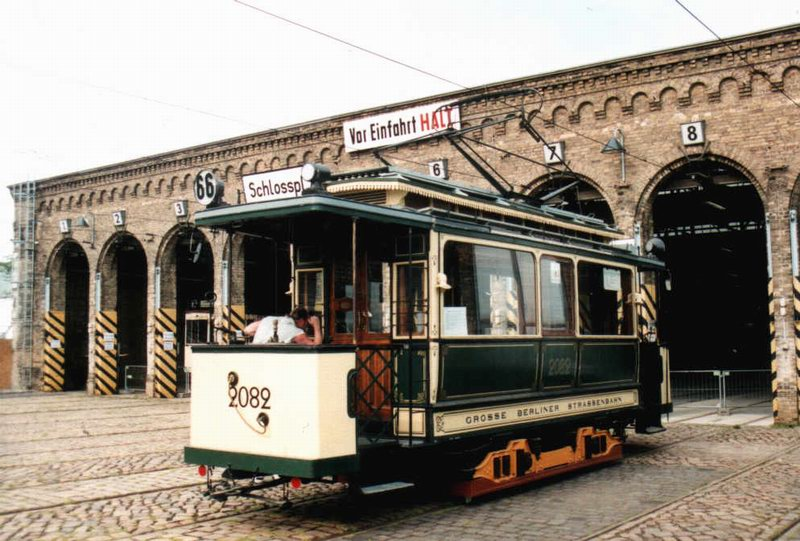
GBS-Triebwagen 2082 vom Typ Neu-Berolina in Berlin-Niederschönhausen, 2001

Insgesamt wurden mindestens 954 Berolina-Triebwagen ausgeliefert. Davon gingen 17 Triebwagen an die Berlin-Charlottenburger Straßenbahn, 59 Triebwagen an die Westliche Berliner Vorortbahn, 30 Triebwagen an die Südliche Berliner Vorortbahn, vier Triebwagen an die Nordöstliche Berliner Vorortbahn und die übrigen an die Große Berliner Straßenbahn. Nach dem Zusammenschluss der Berliner Straßenbahnbetriebe zur Berliner Straßenbahn erhielten sie Wagennummern im Bereich von 3064 bis 4080 (mit Unterbrechungen). Hinzu kommt eine nicht bekannte Anzahl von Umbauten, die ebenfalls über Berolina-Fahrgestelle verfügten.
| Baujahre  | Hersteller (mech. / el.) | Betrieb | Nummern (bis 1920)   | Nummern (ab 1920)    | Anmerkungen                                 |
| --------- | ------------------------ | ------- | -------------------- | -------------------- | ------------------------------------------- |
| 1898–1899 | ? / AEG                  | GBS     | 1370–1505            | 3064–3199            |                                             |
| 1899      | ? / AEG                  | GBS     | 1506–1569            | 3267–3330            |                                             |
| 1900      | ? / ?                    | GBS     | 1740–1751, 1753–1769 | 3200–3228            | ex Akkumulatortriebwagen                    |
| 1900      | ? / AEG                  | GBS     | 1752, 1770–1929      | 3331–3491            |                                             |
| 1900–1901 | ? / AEG                  | GBS     | 1930–2079, 2081–2180 | 3492–3739, 3879      | ein Wagen vor 1920 nach Unfall ausgemustert |
| 1901–1903 | ? / AEG                  | GBS     | 2231–2431            | 3880–4080            |                                             |
| 1902      | ? / AEG                  | BCS     | 292–306              | 3802–3816            |                                             |
| 1897–1901 | Böker / AEG              | WBV     | 1–41, 43–62          | 3229–3232, 3817–3871 |                                             |
| 1899      | ? / AEG                  | SBV     | 1–30                 | 3233–3262            |                                             |
| 1901      | ? / AEG                  | NöBV    | 6–9                  | 3873–3876            |                                             |